# Oswald Avery
Oswald Theodore Avery (Halifax, 21 oktober 1877 - Nashville, 2 februari 1955) was een Canadees-Amerikaans arts en medisch onderzoeker. Avery was een pionier op het gebied van moleculaire biologie en immunologie. Samen met Colin MacLeod en Maclyn McCarty lukte het hem in 1944 aan te tonen dat DNA het molecuul is dat voor het doorgeven van erfelijke eigenschappen zorgt.

## Biografie
In 1873 verhuisden Avery's ouders vanuit de V.S. naar Halifax in Canada, waar zijn vader voorganger was van de Southern Baptist Convention. Hier werd Oswald Avery geboren als tweede zoon. De kinderen speelden een actieve rol in de religieuze activiteiten van de baptistische gemeenschap. Het gezin verhuisde in 1887 naar New York. Toen Avery 15 jaar oud was overleden zijn vader en oudere broer.
Avery studeerde aan Colgate University in New York. Avery blonk uit in literatuur en retoriek en sloot vriendschap met zijn studiegenoot Harry Emerson Fosdick, die later een bekend religieus leider van de baptistische gemeenschap werd. Desondanks koos Avery niet voor een opleiding tot voorganger maar besloot hij arts te worden. Hij behaalde zijn medische graad in 1904.
Uit frustratie dat veel patiënten niet te genezen bleken ging Avery in 1907 aan het Hoaghland Laboratorium in Brooklyn werken, het eerste centrum voor microbiologisch onderzoek in de Verenigde Staten. Hij gaf ook les aan de verpleegkundigen van het ziekenhuis in Long Island. Aanvankelijk bestudeerde Avery yoghurtculturen, maar al snel verschoof zijn aandacht naar pathogene bacteriën. Zijn onderzoek was erop gericht door de chemie van bacteriën meer te weten te komen over hun biologische werking.
In de Eerste Wereldoorlog diende Avery van september 1918 tot januari 1919 in het US Army Medical Corps. In 1923 ging hij aan het Rockefeller Institute werken, waar hij tot 1948 zou blijven werken, hoewel hij al in 1943 met emeritaat ging. Daarna verhuisde hij naar Nashville in Tennessee, waar zijn broer en familie woonden. Hij overleed in 1955.

## Werk
In het begin van de 20e eeuw was vast komen te staan dat eigenschappen doorgegeven worden door middel van genen en chromosomen, die zich in de celkern van organismen bevinden. Onbekend was in welke stof de genen en chromosomen zich bevinden. In 1927 had Frederick Griffith ontdekt dat bacteriën wanneer ze in aanraking komen met andere bacteriën sommige eigenschappen van die andere bacteriën kunnen overnemen, een proces dat transformatie genoemd wordt.
Hoewel Avery in 1943 al met emeritaat ging, voerde hij in het volgende jaar samen met MacLeod en McCarty een serie experimenten uit om te ontdekken welke stof in bacteriën voor de overdracht van pathogene eigenschappen verantwoordelijk was. De experimenten waren in feite een kwestie van trial-and-error, waarbij telkens een bepaalde stof uit de pathogene bacteriën gehaald werd voordat ze met onschadelijke bacteriën in aanraking werden gebracht. Op deze wijze waren Avery, MacLeod en McCarty in staat aan te tonen dat de eigenschappen doorgegeven werden door DNA.
Dit resultaat werd in 1952 bevestigd door experimenten van Alfred Hershey en Martha Chase. In 1953 zouden James Watson en Francis Crick de structuur en eigenschappen van het molecuul voor het eerst correct beschrijven. De identificatie van DNA vormde de basis van de gehele moderne genetica.

## Erkenning en vernoemingen
Volgens de Nobelprijswinnaar Arne Tiselius was Avery de belangrijkste geleerde die nooit de Nobelprijs voor zijn werk ontving.
De krater Avery op de Maan is naar Oswald Avery genoemd.
- Bibsys: 97048633
- Gemeinsame Normdatei: 1014973732
- International Standard Name Identifier: 0000 0001 1566 9506
- Library of Congress Control Number: n2001013126
- Bibliotheek van het Japanse parlement: 00620298
- Nationale Bibliotheek van Tsjechië: nlk20000080228
- Nationale Bibliotheek van Israël: 987007434322705171
- Nederlandse Thesaurus van Auteursnamen: 130481238
- Réseau des bibliothèques de Suisse occidentale: 02-A010047666
- SNAC: w6sb4tfp
- Système universitaire de documentation: 085100854
- Virtual International Authority File: 36257719